# Juan Carlos Medina
Juan Carlos Medina Alonso (Torreón, 22 agosto 1983) è un ex calciatore messicano, di ruolo centrocampista.